# Wahl zum Schwedischen Reichstag 2014
- V: 21
- S: 113
- MP: 25
- C: 22
- FP: 19
- M: 84
- KD: 16
- SD: 49

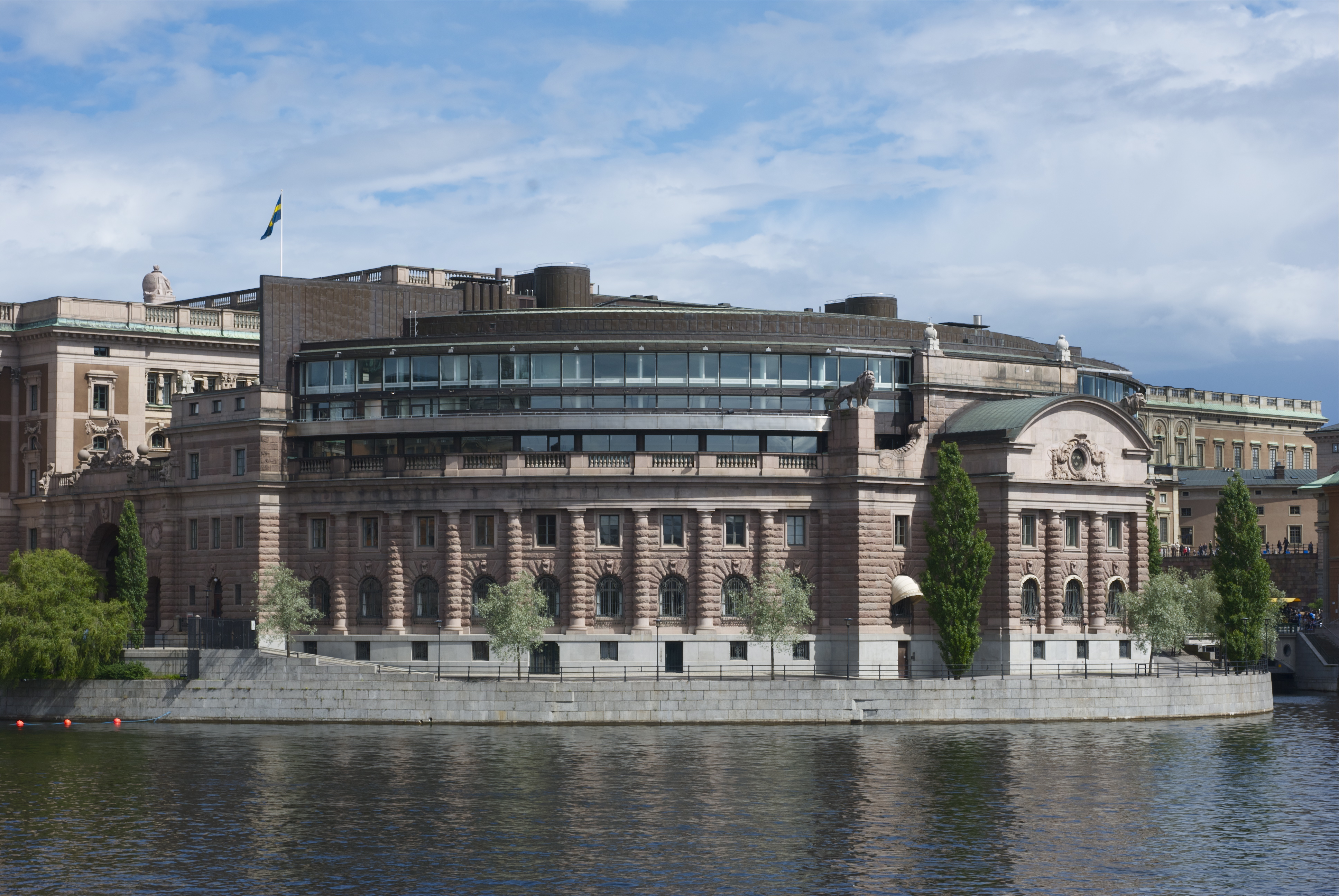
Reichstagsgebäude in Stockholm

Die Wahl zum Schwedischen Reichstag 2014 fand am 14. September 2014 statt. Gut sieben Millionen Schweden waren aufgerufen, ihre Stimme abzugeben.

## Termine, Legislaturperiode, Wahlsystem
Bis einschließlich 2010 war der dritte Sonntag im September Wahltag; seitdem finden reguläre Reichstagswahlen am zweiten Sonntag im September statt. Wahlberechtigt waren alle Bürger, die spätestens am Wahltag das 18. Lebensjahr vollendet hatten. Gewählt wurden für eine Legislaturperiode von vier Jahren 349 Abgeordnete des Schwedischen Reichstages. Das schwedische Wahlsystem beruht auf dem Prinzip der Verhältniswahl. Das Land ist in 29 Wahlkreise (valkretsar) unterteilt, die im Wesentlichen den 21 schwedischen Län (Provinzen) entsprechen. Stockholms län ist jedoch in zwei Wahlkreise, Skåne län in vier und Västra Götalands län in fünf Wahlkreise untergliedert. Gleichzeitig mit den Reichstagswahlen wurden auch die Wahlen zum Provinziallandtag und die Gemeinderatswahlen durchgeführt.
Die 349 Mandate des Reichstags setzen sich aus 310 sogenannten „festen Mandaten“ (fasta mandat) und 39 Ausgleichsmandaten (utjämningsmandat) zusammen. Spätestens am 30. April eines Wahljahres legt die Wahlbehörde jeweils fest, wie viele der 310 festen Mandate den einzelnen Wahlkreisen zugeordnet werden. Für die Sitzverteilung gilt eine Sperrklausel von vier Prozent der Stimmen landesweit. Zunächst werden die festen Mandate auf Wahlkreisebene proportional verteilt. Hierbei werden auch jene Parteien berücksichtigt, die an der landesweiten Sperrklausel gescheitert sind, sofern sie mindestens zwölf Prozent der Stimmen im Wahlkreis erhalten haben. Anschließend werden die 349 Sitze nach dem landesweiten Stimmenverhältnis proportional auf die Parteien verteilt. Von dieser Sitzzahl werden bei jeder Partei die bereits als feste Wahlkreismandate errungenen Sitze abgezogen und ihr die restlichen noch zustehenden Sitze als Ausgleichsmandate zugeteilt. Hat eine Partei mehr feste Wahlkreissitze erhalten, als ihr nach landesweitem Proporz Sitze zustehen, behält sie diese Sitze. Die übrigen Parteien erhalten entsprechend weniger Sitze. Bei Sitzverteilungen zwischen den Parteien wird jeweils die sogenannte „ausgeglichene Methode“, eine Modifikation des Sainte-Laguë-Verfahrens verwendet.

## Ausgangslage

### Wahl 2010
Die von Ministerpräsident Fredrik Reinfeldt angeführte Allianz für Schweden konnte die Wahl für sich entscheiden. Das bürgerliche Bündnis steigerte seinen Stimmanteil gegenüber der letzten Wahl um 1,1 Prozent auf 49,3 Prozent. Trotz dieses Zugewinns verlor die Allianz die absolute Mehrheit, da erstmals die Schwedendemokraten in den Reichstag einzogen. Die rechtspopulistische Partei schnitt besser ab als erwartet und errang mit 5,7 Prozent der Wählerstimmen 20 Mandate.
Die rotgrünen Parteien erreichten 43,6 Prozent der Stimmen, was einen Verlust von 2,5 Prozentpunkten gegenüber der Wahl von 2006 bedeutete. Für den Rückgang waren vor allem die Sozialdemokraten verantwortlich, die mit 30,7 Prozent der Stimmen zwar erneut stärkste Partei in Schweden wurden, aber ihr schlechtestes Ergebnis seit 1914 erzielten. Auch die Linkspartei verlor leicht, während die Grünen um zwei Prozentpunkte zulegten und als drittstärkste Partei in den Reichstag einzogen.
Alle übrigen Parteien verfehlten die 4-Prozent-Hürde deutlich. Die Wahlbeteiligung lag bei 84,6 Prozent.

### Parteien
- Sveriges socialdemokratiska arbetareparti (S)
- Moderata samlingspartiet (M)
- Miljöpartiet de Gröna (MP)
- Folkpartiet liberalerna (FP)
- Centerpartiet (C)
- Kristdemokraterna (KD)
- Vänsterpartiet (V)
- Sverigedemokraterna (SD)
- Piratpartiet (PP)
- Feministiskt initiativ (F!)

## Umfragen

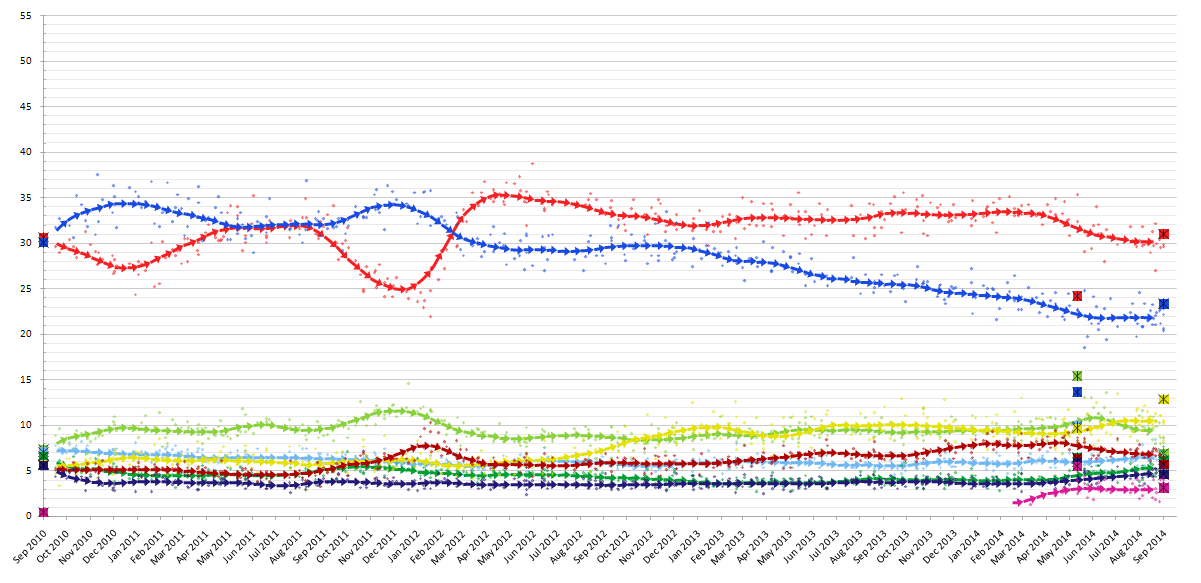
15-Tages Durchschnittstrendlinie von September 2010 bis heute.

In den Umfragen seit 2011 lagen anfänglich die Moderaterna vorne. Ab Anfang 2012 lagen wieder die Sozialdemokraten in Führung. Der Abstand zwischen Moderaterna und Sozialdemokraten vergrößerte sich langsam, je näher der Wahltermin rückte. Die Grünen bewegten sich relativ konstant um die 10-Prozent-Marke. Augenfälligste Veränderung war die Zunahme der Schwedendemokraten seit etwa Mitte 2012, die seitdem mit den Grünen um den dritten Platz in den Meinungsumfragen konkurrierten.

## Wahlergebnis

Stimmenstärkste Parteien nach Wahlkreisen (links) und Kommunen (rechts):

| Partei                      | Partei                                           | Stimmen   | Stimmen | Stimmen | Sitze  | Sitze |
| Partei                      | Partei                                           | Anzahl    | %       | +/−     | Anzahl | +/−   |
| --------------------------- | ------------------------------------------------ | --------- | ------- | ------- | ------ | ----- |
|                             | Moderate Sammlungspartei (M)                     | 1.453.517 | 23,33   | −6,74   | 84     | −23   |
|                             | Zentrumspartei (C)                               | 380.937   | 6,11    | −0,44   | 22     | −1    |
|                             | Volkspartei Die Liberalen (FP)                   | 337.773   | 5,42    | −1,63   | 19     | −5    |
|                             | Christdemokraten (KD)                            | 284.806   | 4,57    | −1,03   | 16     | −3    |
|                             | Allianz für Schweden                             | 2.457.033 | 39,43   | −9,85   | 141    | −32   |
|                             | Sozialdemokratische Arbeiterpartei Schwedens (S) | 1.932.711 | 31,01   | +0,35   | 113    | +1    |
|                             | Umweltpartei Die Grünen (MP)                     | 429.275   | 6,89    | −0,45   | 25     | 0     |
|                             | Linkspartei (V)                                  | 356.331   | 5,72    | +0,11   | 21     | +2    |
|                             | Die Rotgrünen                                    | 2.718.317 | 43,62   | +0,02   | 159    | +3    |
|                             | Schwedendemokraten (SD)                          | 801.178   | 12,86   | +7,16   | 49     | +29   |
|                             | Feministische Initiative (FI)                    | 194.719   | 3,12    | +2,72   | —      | —     |
|                             | Sonstige                                         | 60.326    | 0,97    | −0,05   | —      | —     |
|                             |                                                  |           |         |         |        |       |
| Gesamt                      | Gesamt                                           | 6.231.573 | 100,00  |         | 349    |       |
|                             |                                                  |           |         |         |        |       |
| Gültige Stimmen             | Gültige Stimmen                                  | 6.231.573 | 99,08   |         |        |       |
| Ungültige leere Stimmzettel | Ungültige leere Stimmzettel                      | 56.287    | 0,89    |         |        |       |
| Ungültige andere Stimmen    | Ungültige andere Stimmen                         | 2.156     | 0,03    |         |        |       |
| Wahlbeteiligung             | Wahlbeteiligung                                  | 6.290.016 | 85,81   |         |        |       |
| Wahlberechtigte             | Wahlberechtigte                                  | 7.330.432 | 100,00  |         |        |       |
|                             |                                                  |           |         |         |        |       |
| Quelle:                     |                                                  |           |         |         |        |       |

## Nach der Wahl
Bei der Wahl zum Schwedischen Reichstag 2014 am 14. September 2014 verlor die größte Regierungspartei Moderata samlingspartiet rund 6,7 Prozentpunkte. Die anderen Parteien der bürgerlichen Allianz für Schweden erlitten leichte Verluste. Die drei rot-grünen Parteien der Opposition erhielten nahezu identische Stimmenanteile wie bei der vorangegangenen Wahl. Großer Gewinner waren die außerhalb dieser Bündnisse stehenden rechtspopulistischen Schwedendemokraten, die 7,2 Prozentpunkte hinzugewannen und zur drittstärksten Partei wurden. Die regierende Koalition war nicht mehr stärkster Block, so dass die Regierung Reinfeldt wie vor der Wahl für diesen Fall angekündigt ihren Rücktritt einreichte.
Da keines der beiden Bündnisse zu einer Zusammenarbeit mit den Schwedendemokraten bereit war, ergab sich die Situation, dass kein Bündnis eine absolute Mehrheit im Reichstag erreichte.
Der Vorsitzende der Sozialdemokraten, Stefan Löfven, wurde vom Präsidenten des Reichstags, Per Westerberg, mit der Regierungsbildung beauftragt. Gespräche zur Bildung einer blocküberschreitenden Regierung unter Führung der Sozialdemokraten mit den kleineren Parteien des bürgerlichen Lagers waren nicht erfolgreich. Den Schwedendemokraten kam damit die Rolle zu, bei Uneinigkeit zwischen den beiden Blöcken durch ihre Stimmen den Ausschlag zu geben. Die Sozialdemokraten, die zuvor Jahrzehnte lang als einzige relevante linke Partei im Parlament stets alleine regiert hatten, bildeten schließlich erstmals mit den Grünen eine Minderheitsregierung, während die Linkspartei die Regierung nur tolerierte, ihr aber nicht angehörte.
Am 2. Oktober 2014 wurde Stefan Löfven zum neuen schwedischen Ministerpräsidenten („Statsminister“) gewählt; er folgt Fredrik Reinfeldt, der von 2006 bis 2014 zwei Legislaturperioden lang Ministerpräsident war.

### Regierungskrise
Die erste erwartete Herausforderung der Regierung war die Verabschiedung des Haushalts. In Schweden läuft das Verfahren hierzu so, dass erst die Entwürfe der Opposition gegeneinander gestellt werden und dieser dann gegen den Entwurf der Regierung in einer Abstimmung antritt.
Die Schwedendemokraten, die bürgerliche Allianz und die Regierung legten je eigene Entwürfe vor. Da zu erwarten war, dass der Entwurf der Schwedendemokraten in der ersten Abstimmungsrunde scheitern würde, war die entscheidende Frage, ob die Schwedendemokraten sich enthalten oder für den Entwurf der Allianz stimmen würden. Nachdem sie ankündigten, dem Allianz-Entwurf zuzustimmen, versuchte die Regierung, sich mit der Allianz zu einigen, jedoch ohne Erfolg.
Der von der Regierung eingebrachte Entwurf erhielt dann wie erwartet in der Abstimmung am 3. Dezember 2014 keine Mehrheit im Reichstag. Löfven kündigte daraufhin vorgezogene Neuwahlen an, die vermutlich am 22. März 2015 hätten stattfinden sollen. Nach schwedischem Recht kann eine Neuwahl frühestens drei Monate nach der ersten Parlamentssitzung ausgerufen werden, im vorliegenden Fall erst nach dem 29. Dezember. Jedoch verständigten sich die beiden Regierungsparteien einerseits und die vier Allianz-Parteien andererseits am 27. Dezember auf ein parlamentarisches Prozedere, das die Regierungsfähigkeit von Minderheitsregierungen in Zukunft gewährleisten soll. Verhandlungen dazu waren seit dem 22. Dezember geführt worden. Außerdem wurde angekündigt, auf den drei Politikfeldern Renten, Verteidigung und Energie Kompromisse zwischen Regierung und Opposition herbeizuführen.